# ライズ・オブ・ザ・ドラゴン
『ライズ・オブ・ザ・ドラゴン』（Rise of the Dragon）は、1990年にアメリカ合衆国のシエラ・オンラインから発売されたPC/AT互換機用グラフィックアドベンチャーゲーム。
2053年のロサンゼルスを舞台としており、主人公の私立探偵「ブレイド」を操作して人間がミュータント化して突然死する謎の事件を解決することを目的としている。画面に表示されたカーソルでオブジェクトを選択することによってゲームを進行するシステムとなっており、作中に時間の概念が取り入れられていることなどを特徴としている。
開発はアメリカ合衆国のダイナミックスが行っており、ディレクターおよびゲーム・デザインは『Ghostbusters II』（1989年）を手掛けたジェフ・タネル、シナリオは『David Wolf: Secret Agent』（1989年）を手掛けたジェリー・ラトレルと『Nova 9: The Return of Gir Draxon』（1991年）を手掛けたデヴィッド・セラが担当、音楽は『Stellar 7』（1990年）を手掛けたドン・ラタルスキーとクリストファー・スティーブンスが担当している。
1991年にAmigaおよびMacintoshに移植されたほか、1992年にメガCDに移植され、日本で発売された初の移植版となった。2017年にはWindows用ソフトとしてGOG.comにて配信された。
2015年10月5日に日本法人「アクティビジョン株式会社」の法人番号が指定され、2017年10月4日に社名を「Activision Blizzard Japan株式会社」に変更した。2020年4月1日に、株式会社セガホールディングスは、株式会社セガグループへ商号変更した。2020年4月1日に、株式会社セガゲームスは、株式会社セガ・インタラクティブを吸収合併し、5年ぶりに商号を（2代目）株式会社セガに変更した。2021年4月1日付でコーポレート機能などの管理業務を会社分割を行ったうえで当該業務をセガサミーホールディングスが承継すると同時に、セガグループはセガへ吸収合併されて解散した。日本におけるActivision Blizzard Japanは、2023年10月13日によるマイクロソフトの買収以降、『ライズ・オブ・ザ・ドラゴン』（メガCD版）のパブリシング権が日本マイクロソフト（Mojang Studiosの買収を機にXboxシリーズ以外の他社ハードに参入している）に一本化する形で移行された。

## ゲーム内容

### システム
オン・スクリーン型のアドベンチャーゲーム。一部アクションシーンもある。画面にコマンドは表示されず、画面上のオブジェクトをカーソルで選択することで、そのオブジェクトに対応したアクションをとることができる。ゲーム中は常に時間が進行しており、特定の時刻でしか発生しないイベントがあるほか、時間の経過に合わせてプレイヤーと関係なくイベントが進んだりする。また、プレイヤーキャラクターは睡眠をとらないまま行動し続けていると、道端だろうが所構わず寝てしまう。
このゲームは、プレイヤーが不可解な行動を取って明示的にゲームオーバーになるほか、「アイテムを誤った方法で使用した」、「会話で違う選択肢を選んだ」、「時間の経過でイベントを飛ばした」などで、気づかないうちにクリア不能な状態に陥るパターンが非常に多い。そのため、攻略法を知らずにクリアすることが非常に難しいゲームとなっている。
PC/AT互換機版は、使用しているビデオカードに合わせてCGA、EGA、VGAの各画面モードに対応している。

### 主なアイテム
端末（ビデオテレフォン）
テレビ電話・電子ファックス兼用の端末。使用するにはIDカードが必要。留守電の操作はリモコンでも行える。
IDカード
身分証やクレジット機能などを搭載した多機能デバイスカード。他人のIDカードがあれば、そのIDで端末にアクセスすることもできる。
ハンドガン（コルト・ミスタリー・SP・モデル1992）
火薬の銃弾を使う旧式の小型銃。現在はビームガンが主流。
ジョイ・スプレー
防犯スプレー。護身用だが軽い幻覚作用があるため、合法ドラッグとしても使用される。
応急セット
軽い傷ならその場で応急処置ができる救急キット。一時的に体力を回復させる薬も入っている。
チョコレートバー
世界的にカカオが不足しているため、ブラックマーケットでしか手に入らない上に高価な禁制品となっている。パッケージが「スニッカーズ」に似ている。
ドラッグ・シール
首に貼って首筋から麻薬を注入する湿布型のドラッグ。本来は投薬処方用に開発された医療シート。

## ストーリー
西暦2053年のロサンゼルスでは、人間がミュータント化して突然死する怪事件が続いていた。それはやがて、ロス市長の娘をも巻き込む事件となり、市長は極秘裏に私立探偵のウィリアム・ハンター、通称 "ブレイド" に調査を依頼した。

## 主な登場人物
声優はメガCD版。
ウィリアム "ブレイド" ハンター
声 - 龍田直樹
本作の主人公。通称「ブレイド」と呼ばれる私立探偵。元ロサンゼルス警察官だが、粗暴な行動が災いして免職される。
典型的な「世の中に翻弄され疲れ切った男」で、口から出る言葉は大概皮肉か嫌味が混じる。いつ洗ったかもわからない服の上に、合成革のコートを着用している。愛用の銃は「コルト・ミスタリー・SP・モデル1992」。住居はコンプトンにある建設途中のアパートのワンルームで、部屋の中は『ブレイドの飯の種』である端末が置かれている机と、『洗濯機も吐き出すシーツ』のかかったベッド以外はほとんど何もない。
IDカードを端末に挿したまま忘れる癖が直せず、本人も嫌気が差している。
アニス・ルマノフ
声 - 島津冴子
ブレイドのガールフレンド。普段はロサンゼルス市庁の記録室で働いている。気の強い性格で、ブレイドが手を焼くことも度々ある。
自宅はサンタモニカのアパート。ブレイドとは対照的に小綺麗な部屋に住んでいる。
ダート・ビンセント
声 - 佐藤正治
ロサンゼルス市長。ブレイドを警察から追放した張本人で、何かと因縁がある。一番下の娘ラーラ・ビンセントの不祥事が明るみに出ることを恐れ、ブレイドに連続怪死事件の調査を内密に依頼する。
ブレイドのことは「ミスター・ブレイド」と呼ぶ。
パメラ・リットン
声 - 水谷優子
ロサンゼルス市庁の受付嬢。オールドミスでブレイドに気のある素振りを見せるが、どこまで本気なのかは不明。
ウィザード・ジェイク
声 - 掛川裕彦
暴力団の世界にも通じた情報屋で、連続怪死事件のカギを握る人物。
ディン・ワン
声 - 池水通洋
秘密結社ドラゴンマフィアの最高幹部。偉大なる指導者の『予言の日』を迎えるべく、極秘裏に計画を遂行する。
チャン・リン
声 - 折笠愛
ドラゴンマフィアの一員でもあり麻薬MTZの密売人。市長の娘ラーラ・ビンセントを殺してしまった責任を問われ、ザ・スネイクによってMTZのドラッグシールを体中に貼り付けられ処刑される。
ジョニー・ウォン
声 - 大塚周夫
ドラゴンマフィアの幹部。マフィアが経営するMTZの生産工場の責任者。ブレイドの手によって工場が爆破された責任を問われ、ディン・ワンによって処刑されてしまう。
ザ・スネイク
声 - 郷里大輔
ドラゴンマフィアの幹部。ディン・ワンからブレイドを殺せという命令を受けた、どんな手段でも使いこなすドラゴンマフィアの殺人マシンの一人。
ヤン・リューホ
声 - 宮内幸平
路地裏に住む謎の中国人。『神の声の使い』と称してブレイドを色々助ける。
マハラジャ
声 - 富田耕生

## 移植版
| No. | タイトル                                          | 発売日               | 対応機種        | 開発元         | 発売元              | メディア                 | 型式                | 備考                                           |
| --- | ------------------------------------------------- | -------------------- | --------------- | -------------- | ------------------- | ------------------------ | ------------------- | ---------------------------------------------- |
| 1   | Rise of the Dragon                                | 1991年               | Amiga Macintosh | ダイナミックス | シエラ・オンライン  | フロッピーディスク       | -                   |                                                |
| 2   | ライズ・オブ・ザ・ドラゴン A Blade Hunter Mystery | 1992年9月25日 1993年 | メガCD          | ゲームアーツ   | セガ ダイナミックス | CD-ROM                   | G-6002 2025年8月1日 | セガマウス対応 バックアップRAMカートリッジ対応 |
| 3   | Rise of the Dragon                                | INT 2017年11月8日    | Windows         | ダイナミックス | アクティビジョン    | ダウンロード （GOG.com） | -                   |                                                |

メガCD版
メガCD版の特徴は以下の通りとなっている。
- フル音声になっているため、会話の選択肢など一部を除いて画面に一切メッセージは表示されない。
- キャスティングは青二プロダクションが担当した。
- PC版では、アクションシーンを何度か失敗するとスキップすることができたが、メガCD版ではできなくなっている。
- レイティングに合わせて一部、性的描写が削除あるいは変更されている。
- マニュアルに記載がないが、セガマウスに対応している。
- パメラが飼っているハリネズミの名前が『ソ○ック』だったり、ディン・ワンのアジトの裏の背景に『S○GA』と書かれたビルが登場する。

## スタッフ
- ディレクター、ゲーム・デザイン：ジェフ・タネル（英語版）
- アート・ディレクター：ランディ・ダルシャム
- コンセプチュアル・アート、キャラクター：ロバート・カラコール
- ゲーム開発システム：ダリウス・ルーカス、リチャード・レイル、ケヴィン・ライアン
- 美術：エリアン・ハン、マーク・ブレンマン
- プログラマー：ルイ・マクレディ、リチャード・レイル、ケヴィン・ライアン、ネルス・ブルックナー、ダレク・ルーカス
- オーディオ・ディレクター：アラン・マッキーン
- 音楽、効果音：クリストファー・スティーブンス（英語版）
- 原譜：ドン・ラタルスキー（英語版）
- ダイアログ、テキスト：ジェリー・ラトレル、デヴィッド・セラ
- 原作：デヴィッド・セラ、ジェフ・タネル

## 評価
メガCD版
- ゲーム誌『ファミコン通信』の「クロスレビュー」では8・6・8・8の合計30点（満40点）でシルバー殿堂を獲得した。
- ゲーム誌『メガドライブFAN』の読者投票による「ゲーム通信簿」での評価は以下の通りとなっており、23.71点（満30点）となっている。

| 項目 | キャラクタ | 音楽 | 操作性 | 熱中度 | お買得度 | オリジナリティ | 総合  |
| 得点 | 4.16       | 4.09 | 3.65   | 3.88   | 3.79     | 4.14           | 23.71 |